# Бад Ибург
Бад Ибург (њем. Bad Iburg) град је у њемачкој савезној држави Доња Саксонија. Једно је од 34 општинска средишта округа Оснабрик. Према процјени из 2010. у граду је живјело 11.519 становника. Посједује регионалну шифру (AGS) 3459004.

## Географски и демографски подаци
Бад Ибург се налази у савезној држави Доња Саксонија у округу Оснабрик. Град се налази на надморској висини од 104 метра. Површина општине износи 36,5 km². У самом граду је, према процјени из 2010. године, живјело 11.519 становника. Просјечна густина становништва износи 316 становника/km².